# Región de Hradec Králové
La Región de Hradec Králové (en checo: Královéhradecký kraj; en alemán: Königgrätzer Region, pronunciado /ˈkøːnɪçɡrɛːtsɐ ʁeˈɡi̯oːn/) es una unidad administrativa (kraj) de la República Checa. Se sitúa en la región histórica de Bohemia. La capital es Hradec Králové. Limita con la Región de Pardubice, al suroeste con la Región de Bohemia Central y al oeste con la Región de Liberec. Al norte limita con el voivodato polaco de la Baja Silesia.

## Distritos(okresy)
- Distrito de Hradec Králové
- Distrito de Jičín
- Distrito de Náchod
- Distrito de Rychnov nad Kněžnou
- Distrito de Trutnov

## Ciudades importantes
- Hradec Králové
- Chlumec nad Cidlinou
- Jičín
- Náchod
- Rychnov nad Kněžnou
- Trutnov
- Dvůr Králové nad Labem
- Jaroměř